# Natale a tutti i costi
Natale a tutti i costi è un film commedia del 2022, scritto e diretto da Giovanni Bognetti, con protagonisti Christian De Sica, Angela Finocchiaro, Dharma Mangia Woods e Claudio Colica.
Il film è il remake della pellicola francese del 2021 Mes très chers enfants, diretta da Alexandra Leclère. Nel 2024 viene realizzato il sequel Ricchi a tutti i costi.

## Trama
Dopo venticinque anni la famiglia Delle Fave si separa: i figli, Alessandra e Emilio, abbandonano il paese della provincia e vanno a vivere in città lasciando i genitori, Carlo e Anna. I ragazzi nel giro di pochi mesi, presi dalla loro nuova vita, limitano i rapporti con i genitori, non partecipando al funerale della zia Tea e Alessandra non si presenta al festeggiamento del suo compleanno nella casa padronale. I genitori insospettiti si recano in città senza preavviso, venendo mal accettati dai figli, i quali fanno sapere ai genitori che non saranno presenti a casa per il Natale.
Carlo e Anna, scocciati e infastiditi dall'atteggiamento, decidono di mentire fingendo di aver ereditato sei milioni di euro dalla vecchia zia Tea pur di riavere i loro figli, i quali attratti dalla possibilità di ottenere parte dell'eredità iniziano a riallacciare i rapporti. I genitori iniziano a fare loro costosi regali e dando la parvenza di potersi permettere una vita agiata, portano tuttavia il conto in banca vicino alla bancarotta. Dopo un paio di giorni, Carlo torna da Emilio per dirgli la verità mentre Anna fa lo stesso con Alessandra; nonostante le premesse Carlo finisce col promettere ad Emilio una cospicua somma di denaro per rimettersi in pari e cambiare lavoro; mentre Anna fa ritornare la figlia a casa dopo essere stata lasciata dal compagno, la quale inoltre chiede ai genitori un finanziamento per dare vita a una propria attività, i quali accettano a malincuore.
Non avendo il supporto finanziario dalla loro banca, Anna inventa una menzogna riguardo a una rara malattia di cui sarebbe affetto Carlo, le cui cure richiedono costosi viaggi e permanenze in strutture private tra Francia e Stati Uniti. I figli decidono di rinunciare di non incassare le quote dell'eredità, decidendo di rimanere vicini al padre nel suo percorso di cura. I genitori fingono di partire per Parigi per un importante visita medica attraverso una videochiamata, che viene tuttavia smascherata a loro insaputa da Emilio che li trova in casa, portando i genitori ad ammettere le loro bugie. Il rapporto con i figli si interrompe drasticamente, i quali cercano conforto dalla nonna Giuliana, la quale fa ragionare i due giovani sul loro atteggiamento nei confronti del padre e della madre nel corso degli anni, portando i figli a riappacificarsi con i genitori. Inoltre, rivela loro che l'eredità di sei milioni esiste veramente ed è stata destinata a lei dalla vecchia zia Tea.

## Distribuzione
Il film è stato distribuito il 19 dicembre 2022 sulla piattaforma Netflix.

## Sequel
Il 4 giugno 2024, viene distribuito sempre su Netflix un sequel del film, intitolato Ricchi a tutti i costi.